# Intersticijska tečnost
Međuprostorna tečnost ili tekućina – poznatija kao intersticijska tečnost ili tkivna tečnost – je rastvor koji oplakuje i okružuje ćelije u tkivima višećelijskih životinja. To je glavna komponenta unutarćelijske tečnosti, koja uključuje i plazmu i transćelijsku tečnost. Međuprostorna tečnost se nalazi u međuprostorima između ćelija (tkivnom prostoru).
U proseku, osoba ima oko 10 litara (~ 2,9 US gal) intersticijske tečnosti (one čine 16% ukupne telesne mase), pružajući telesnim ćelijama hranljive materije i uklanjanje otpada.

## Proizvodnja i uklanjanje
Plazma i intersticijska tečnost su vrlo slične. Ova sličnost postoji, jer se voda, joni, i male rastvorene supstance, preko zidova kapilara, stalno razmenjuju između plazme i međuprostorne tečnosti. Plazma, glavna komponenta u krvi, slobodno komunicira sa intersticijskom tečnostima kroz pore i međućelijske pukotine u kapilarnom endotelu.

### Formiranje
Hidrostatski pritisak generiše sistolnu snagu srca. On potiskuje vodu iz kapilara.
Potencijal vode se stvara zbog nemogućnosti pojedinih krvnih proteina (uglavnom seruмskog albumina) da prođe kroz zidove kapilara. Nagomilavanje tih proteina unutar kapilara izaziva osmozu. Voda prolazi iz visoke koncentracije (vode) izvan, na nisku koncentraciju unutar krvnih sudova, u pokušaju da se postigne hemijska ravnoteža. Osmotski pritisak povlači vodu nazad u sudove. Budući da krv u kapilarama stalno teče, ravnoteža se nikada ne ostvaruje.
Ravnoteža između dve sile razlikuje se u različitim fazama kapilara. U arterijskim krajevima krvnih sudova, hidrostatski pritisak je veći od osmotskog, tako da neto kretanje pogoduje vodi i rastvorenim materijama da se prenose u tkivnu tečnost. U venskim završecima, osmotski pritisak je veći, tako da neto kretanja pogoduje supstancama koje se donose nazad u kapilare. Ova razlika nastaje zbog pravca protoka krvi, a neravnoteža u rastvorenim supstancama stvara neto kretanje vode koje favorizira tkivnu tečnost.

### Uklanjanje
Kako bi se sprečilo nakupljanje tkivne tečnosti koja okružuje ćelije u datom u tkivu, dopunjujući venski sistem je limfni sistem, koji ima važnu ulogu u transportu tečnih tkiva, a tkivna tečnost može proći u okolne limfne sudove i na kraju završava ponovnim spajanjem sa krvlju.
Ponekad uklanjanje tkivne tečnosti ne funkcioniše korektno, a postoji i nagomilavanje. To može uzrokovati oticanje, često oko stopala i gležnjeva, koje je uglavnom poznato kao edem. Položaj otoka je takav zbog efekata gravitacije.

## Sastav
Intersticijska tečnost se sastoji od vode kao rastvarača, koja sadrži šećere, soli, masne kiseline, aminokiseline, koenzime, hormone, neurotransmitere, kao i otpadne proizvode ćelije, bela krvna zrnca, etc.
Sastav tkivne tečnosti zavisi i od razmene između ćelija u biološkom tkivu i krvi. To znači da tkivna tečnost ima drugačiji sastav u različitim tkivima i u različitim područjima tela.
Svi sastojci krvi ne ulaze u tkiva, što znači da tkivna tečnost i krv nisu isti. Crvena krvna zrnca, trombociti i protein krvne plazme ne mogu proći kroz zidove kapilara. Dobijena smesom koja se prolazi kroz, u suštini, krvna plazma ostaje bez proteina plazme. Tkivna tečnost sadrži neke vrste bijelih krvnih zrnaca, koji pomažu u borbi protiv infekcija.
Limfa se smatra vanćelijskom tečnosti, sve dok se ne uđe u limfne sudove, gde se onda smatra limfom. Proteini limfnog sistema se vraćaju, a višak intersticijske tečnosti ide u cirkulaciju.
Jonski sastav intersticijske tečnosti i krvne plazme se razlikuje s obzirom na Gibs-Donanov efekat. To uzrokuje mala razlika u koncentraciji katjona i anjona između dve komponente tečnosti.

## Fiziološka funkcija
Međuprostorna tečnost oplakuje ćelije bioloških tkiva. To daje mogućnost za isporuku materijala za ćelije, međućelijsku komunikaciju, kao i uklanjanje metaboličkih otpada.

## Struktura limfnog sistema
Limfni sistem je kolektorski sistem koji počinje u istom tkivnom prostoru, kao početni limfni sakupljač sa otvorima, kako bi se omogućio ulazak tečnosti i čestica. Ovi početni limfni kolektori su sudovi bez zalistaka, izuzev formiranja na prekotektorskim sudovima koji imaju rudimentne zaliske, koji se ne smatraju potpuno funkcionalnim. Ove strukture onda čine sve veće limfne sudove, koji formiraju kolaterale. Kod životinja nižim od sisara, ovi sudovi imaju limfna srca, koja poseduju produžene receptore i u zidovima ugrađeno glatko mišićno tkivo. Limfni sudovi na svom putu imaju limfne čvorove, a iz limfnih čvorova sudovi formiraju stabla koja se povezuju na unutrašnju vratnu grupu vena u vratu. Za limfni sistem, nekada se mislilo da je pasivan, dok je sada je poznato da je aktivan u sistemu pumpanja, sa segmentima koji ispoljavaju funkciju sličnu onoj od peristaltike.

## Literatura
- Marieb, Elaine N. (2003). Essentials of Human Anatomy & Physiology (Seventh изд.). San Francisco: Benjamin Cummings. ISBN 978-0-8053-5385-3.

## Spoljašnje veze
- „Interstitial fluid at Dorland's Medical Dictionary”.